# فلیکس ساریوگارت
فلیکس ساریوگارت (انگلیسی: Félix Sarriugarte؛ زادهٔ ۶ نوامبر ۱۹۶۴) بازیکن فوتبال اهل اسپانیا است.
از باشگاه‌هایی که در آن بازی کرده‌است می‌توان به باشگاه فوتبال لاس پالماس، باشگاه فوتبال رئال اویدو، باشگاه فوتبال اتلتیک بیلبائو، و باشگاه فوتبال اتلتیک بیلبائو بی اشاره کرد.